# Jens Kruppa
Jens Kruppa (* 3. Juni 1976 in Freital) ist ein ehemaliger deutscher Schwimmer.

## Werdegang
Kruppa studierte Sportmanagement an der Staatlichen Studienakademie Riesa.
Er schwamm für den SC Riesa über seine Spezialdisziplinen 100 und 200 m Brust.
Bei den Olympischen Spielen 2000 in Sydney erreichte er die Bronzemedaille mit der 4 × 100-m-Lagenstaffel. Bei den darauf folgenden Olympischen Spielen 2004 in Athen erreichte er über 100 m Brust das Halbfinale und schwamm dabei neuen deutschen Rekord. Für das Finale reichte seine Zeit allerdings nicht. Mit der 4 × 100-m-Lagenstaffel erreichte er die Silbermedaille in neuer Europarekordzeit. Dafür erhielt er am 16. März 2005 das Silberne Lorbeerblatt.

## Rekorde
| Deutsche Rekorde (3)                                   | Deutsche Rekorde (3) | Deutsche Rekorde (3) | Deutsche Rekorde (3) |
| ------------------------------------------------------ | -------------------- | -------------------- | -------------------- |
| 100 m Brust                                            | 01:01,19 min         | 14. August 2004      | Athen                |
| 4 × 100 m Freistil (mit Spanneberg, Conrad und Herbst) | 03:15,98 min         | 29. Juli 2003        | Barcelona            |
| 4 × 100 m Lagen (mit Driesen, Rupprath und Conrad)     | 03:33,62 min         | 21. August 2004      | Athen                |
| (Stand: 1. August 2008)                                |                      |                      |                      |